# Гулиев, Назим Габиль оглы
Нази́м Габи́ль оглы́ Гули́ев (азерб. Nazim Qabil oğlu Quliyev; 7 февраля 1967, Оренкала, Ждановский район — 9 января 1992, Говшатлы, Физулинский район) — азербайджанский полицейский, старшина полиции, участник Первой карабахской войны, Национальный герой Азербайджана (1992, посмертно).

## Награды
Указом президента Азербайджанской Республики Абульфаза Эльчибея № 264 от 8 октября 1992 года старшине полиции Назиму Габиль оглы Гулиеву за личное мужество и отвагу, проявленные во время защиты территориальной целостности Азербайджанской Республики и обеспечения безопасности мирного населения, было присвоено звание Национального Героя Азербайджана (посмертно).

## Память
Средняя школа села Юхары Яглевенд Физулинского района и средняя школа села Оренкала Бейлаганского района, где родился Гулиев, носят имя героя.